# Leioproctus fulvescens
Leioproctus fulvescens är en biart som först beskrevs av Smith 1876.  Leioproctus fulvescens ingår i släktet Leioproctus och familjen korttungebin. Inga underarter finns listade i Catalogue of Life.